# 魔法部
魔法部（英語：The Ministry of Magic，簡寫為M.O.M.）是英國奇幻小說作者J·K·羅琳的作品──《哈利波特》中巫師世界裡各国的魔法界政府，並且作為制定法律及管理本国巫師界的主要管理機構。原作中主要描述的是英國魔法部（英語：British Ministry of Magic），而其他已知的國家也有各自的魔法政府，如挪威、德國、保加利亞等。魔法部最早於《神秘的魔法石》中首次被提及；直至於《鳳凰會的密令》中才首次正式亮相。
在整個小說系列中，魔法部的最高負責人一般称為魔法部部長（英語：Minister for Magic）。魔法部負責掌管英國與愛爾蘭魔法界所有事務，它經常被描述為腐敗、精英主義者和完全不稱職，其高級官員對不祥的事件視而不見，並且不願對巫師社會的威脅採取行動，就如桃樂絲·恩不里居被派往霍格華茲了解該校發生何事，並阻止佛地魔歸來的消息傳播開去；並在被佛地魔有效接管之前，魔法部的腐敗程度已達到頂峰。由於作品以英國為背景，因此對英國魔法部的描寫最為詳盡；但根據該系列的描述，每個國家都有其魔法政府，負責管理該國的魔法行政、司法與立法，就如《怪獸與牠們的產地》中出現的美國魔法國會（Magical Congress of the United States of America），《怪獸與葛林戴華德的罪行》中出現的法國魔法部（Ministère des Affaires Magiques de la France）。在該系列最後一本小說的結尾中，金利·俠鉤帽於佛地魔死後受任命為臨時部長，大力推行反腐敗的改革政策。妙麗·格蘭傑於《被詛咒的孩子》中成為了當時的魔法部部長，哈利波特也進入魔法部任職，在此二人主導下，魔法部積弱不振、施政不力的情形得到了大程度的改進。
魔法部的地點位於倫敦白廳地底下，其訪客入口為一個紅色的電話亭。

## 組成和狀態

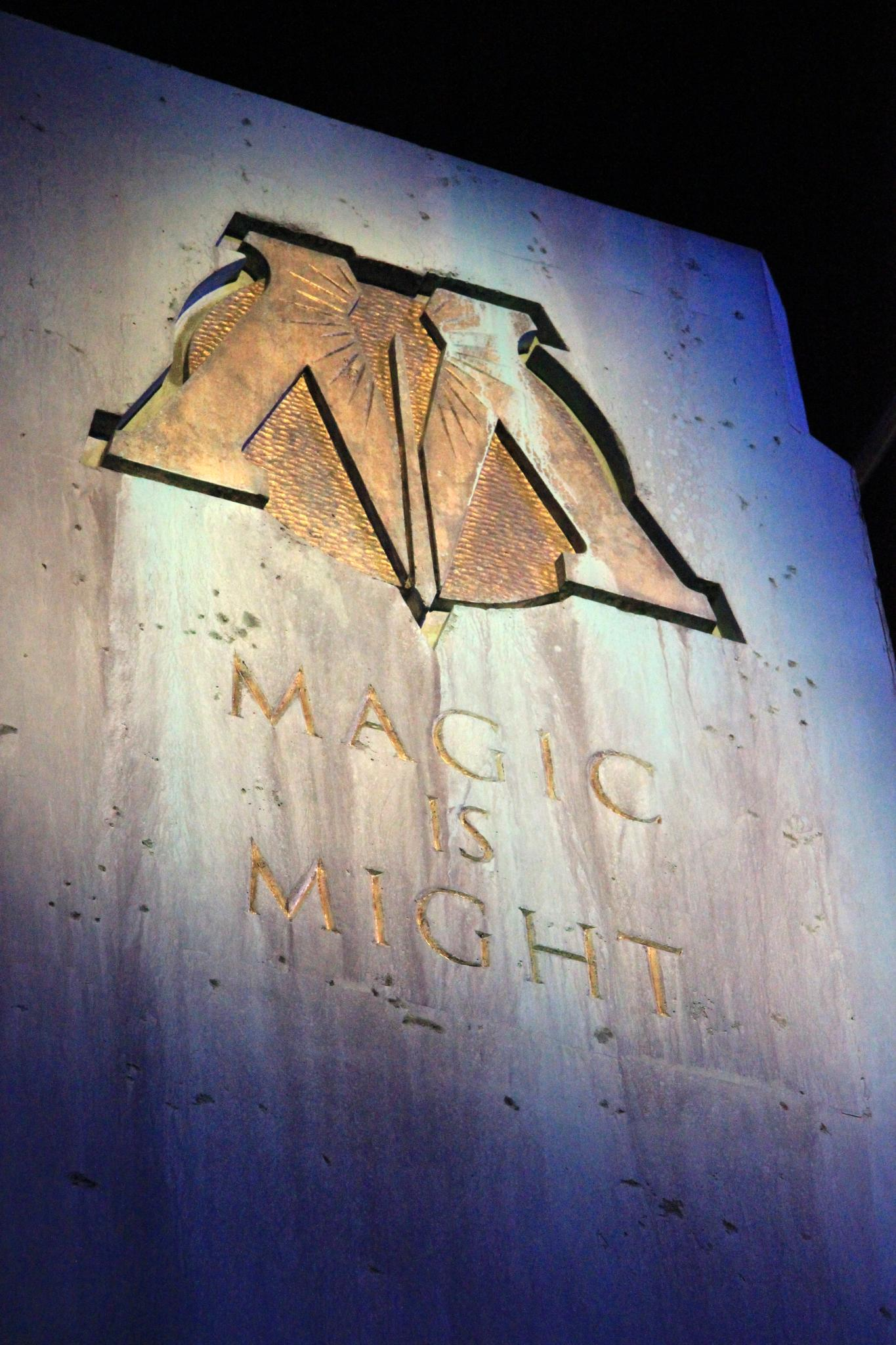
魔法部裡的「魔法即是力量」紀念碑。

根據《哈利波特》系列小說所述，英國的魔法部成立於17世紀，其前身為巫師議會（Wizards' Council），它於1689年參與制定國際巫師聯合會（International Confederation of Wizards）的《國際巫師聯合會保密法》（International Statute of Secrecy），決定把麻瓜世界與巫師世界完全分隔開，各國的魔法政府也須承擔魔法保密的責任，他們必須盡力保護魔法世界，不受非魔法族群（麻瓜）的窺視，以不讓麻瓜族群得知魔法世界的存在，該保密法於1692年獲通過，時至今日仍然貫徹執行。出於保密的目的，該法案禁止未成年巫師隨意使用魔法，同時禁止非巫師持有和使用魔杖。
巫師議會於1707年改組為魔法部後便以該部門的部長為首，負責魔法界的行政、立法與司法的工作。在行政上，它管理轄下的七個部門，一般負責管理魔法族群、魔法生物、交通運輸、運動遊戲、魔法災害處理、國際交流，以及一個稱為「神秘部門」的地方。每個部門各有一名主管，其轄下再分作各類的專責部門。

### 跟麻瓜世界的聯繫
該系列的小說中，每位新任的麻瓜首相都會獲得魔法部部長的到訪，以告知他們巫師世界的存在。魔法部部長解釋指，他們只會在巫師世界中的事件可能會影響麻瓜的情況下才跟麻瓜首相聯繫。例如，若得知有人把危險的魔法製品或動物帶入英國的話，魔法部部長必須通知麻瓜首相。魔法部會透過位於唐寧街10號的首相辦公室內的魔法肖像來跟麻瓜首相保持聯繫。該魔法肖像無法從牆上取下來（因為在該處施放了永久性黏貼咒語），它會通知麻瓜首相指魔法部部長的到訪，並在他們接到通知後，魔法部部長會通過專門連接到呼嚕網絡的壁爐出現於麻瓜首相的辦公室裡。在《哈利波特》系列中出現為魔法部部長的人，例如康尼留斯·夫子及盧夫·昆爵，二人往往傾向於對麻瓜首相表現出一種有點傲慢的態度。魔法部政府接替了早期的「巫師評議會」──《哈利波特》的魔法世界中最早的政府形式。根據《Pottermore》所述，該委員會正式成立於1707年。

### 巫師界政府的架構
根據《哈利波特》小說，原著中對於魔法世界的立法機關並未多作描寫，亦未詳述是否有議會的存在。在魔法部的描寫上，並無提及魔法部部長以及各司處首長的產生方式，魔法部的官員及其他員工似乎在很大程度上是由該部直接聘用，而未經民主選舉所產生。然而部長職位應是經由某種秘密選舉而決定人選，但小說中從未解釋過誰有權選舉或罷免現任部長。儘管如此，巫師公眾的輿論對魔法部及魔法部部長可形成一種民意壓力，也因此英國魔法部經常試圖以控制英國魔法界第一大報章────《預言家日報》來主導民意走向。在整個《哈利波特》系列中，兩者在公眾輿論中都是作為一個整體的高度敏感（並依賴），他們試圖透過巫師報章來影響輿論。在人力任用上，在完成巫師教育畢業並通過所需科目檢定的學生便可以成為魔法部的僱員，儘管魔法部的各部門中不同辦公室所需僱員的教育水平不一，有時還需要特定的考試成績。
此外，魔法部（受不同部長的領導風格影響）給人的印象要不是無能就是惡意的。巫師政府常常表現得非常無能，以至到無法察覺或預防對戒備森嚴的神秘事務司的攻擊。由於警備不夠嚴格，讓佛地魔、食死人等危險人物，以及哈利波特等霍格華茲學生、鳳凰會等秘密組織之成員都能夠隨意進出魔法部的辦公廳舍，其中哈利波特等人更曾僅向魔法部出入口的電話亭提出簡單的口頭申請，就獲准以「救援任務」身分成為魔法部的訪賓。然而，這些事件發生於康尼留斯·夫子執政時期，其於部長任內以昏庸無能而聞名。康尼留斯·夫子於下一部小說中的被迫辭職就是那些事件的直接結果。

### 司法系統和腐敗
在小說和電影中，英國魔法界司法由巫審加碼（Wizengamot）執掌，一般會以聽證會聆訊的方式舉行，其結果與正式判決有同等效力。然巫師法庭的司法公正性嚴重不足，有時會展示出對嫌疑人支持或反對的證據明顯缺乏興趣，甚至以主審法官（通常由魔法部部長兼任）的個人偏見而為速審速決。原著中多見對其腐敗的描寫，例如並非所有的犯罪嫌疑人的起訴書都獲給予審判，有些嫌犯會由法庭不經審理而逕予科刑，就像天狼星·布萊克的情況一樣（天狼星直接被關進阿茲卡班）。法庭可任意更改審理程序等，一旦被判處有罪，嫌疑人可被處以罰款、褫奪巫師身份（適用於兩度違反《未成年魔法使用合理限制法規》者）和監禁，以至於接受「催狂魔之吻」等的重刑。且巫師法庭似乎可以依照其主觀認定而任意調整審理程序中的適用法令，如康尼留斯·夫子曾為爭取開除哈利波特之學籍，而以一般刑法審理哈利違規於麻瓜面前使用魔法的案件，但此案適用法應為《未成年魔法使用合理限制法規》。在霍格華茲校長阿不思·鄧不利多教授出面干預並向法庭施壓下，陪審團才同意宣判哈利波特無罪。
在《鳳凰會的密令》中，魔法部經已準備好於未有通知的情況下頒布及執行嚴厲的法律。有時，法務部門似乎也對解決一些嚴重問題不感興趣，而是選擇忽略或掩蓋壞消息。在中，夫子需要很長時間才能對霍格華茲的襲擊作出回應。在第四及第五集裡，儘管有越來越多的證據指出佛地魔經已回歸，然而夫子仍然拒絕相信。魔法部甚至發起了一場破壞哈利·波特信譽的運動，部分原因是由於康尼留斯·夫子擔心阿不思·鄧不利多有意爭奪其政權。最終，魔法部被迫承認那個緊急情況並採取行動，並恢復相關人士的名譽和職務。康尼留斯·夫子隨後因無能而遭罷黜，其職位由前正氣師盧夫·昆爵取代。
該系列的作者羅琳曾於2007年接受採訪時表示：「你能看到，魔法部即使在被（食死人）接管前都有很多跟我們知道的、熱愛的政治制度類似的方面」。當哈利、榮恩和妙麗到魔法部工作時，他們對該部門進行了重大改革，使其不那麼腐敗。

## 魔法部轄下部門

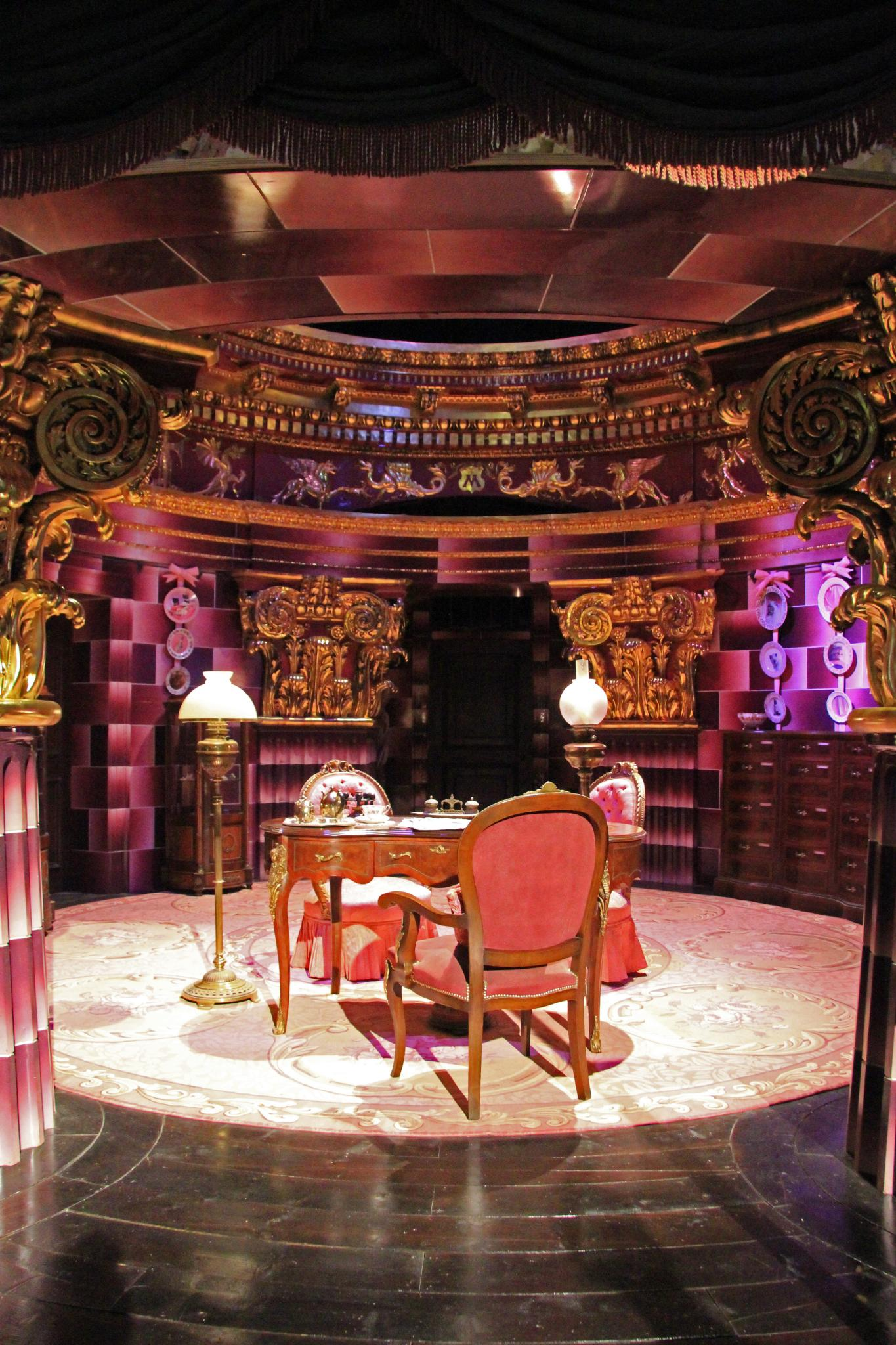
麻種審議委員會主席桃樂絲·恩不里居的辦公室，這個部門是在食死人控制魔法部後設立的。

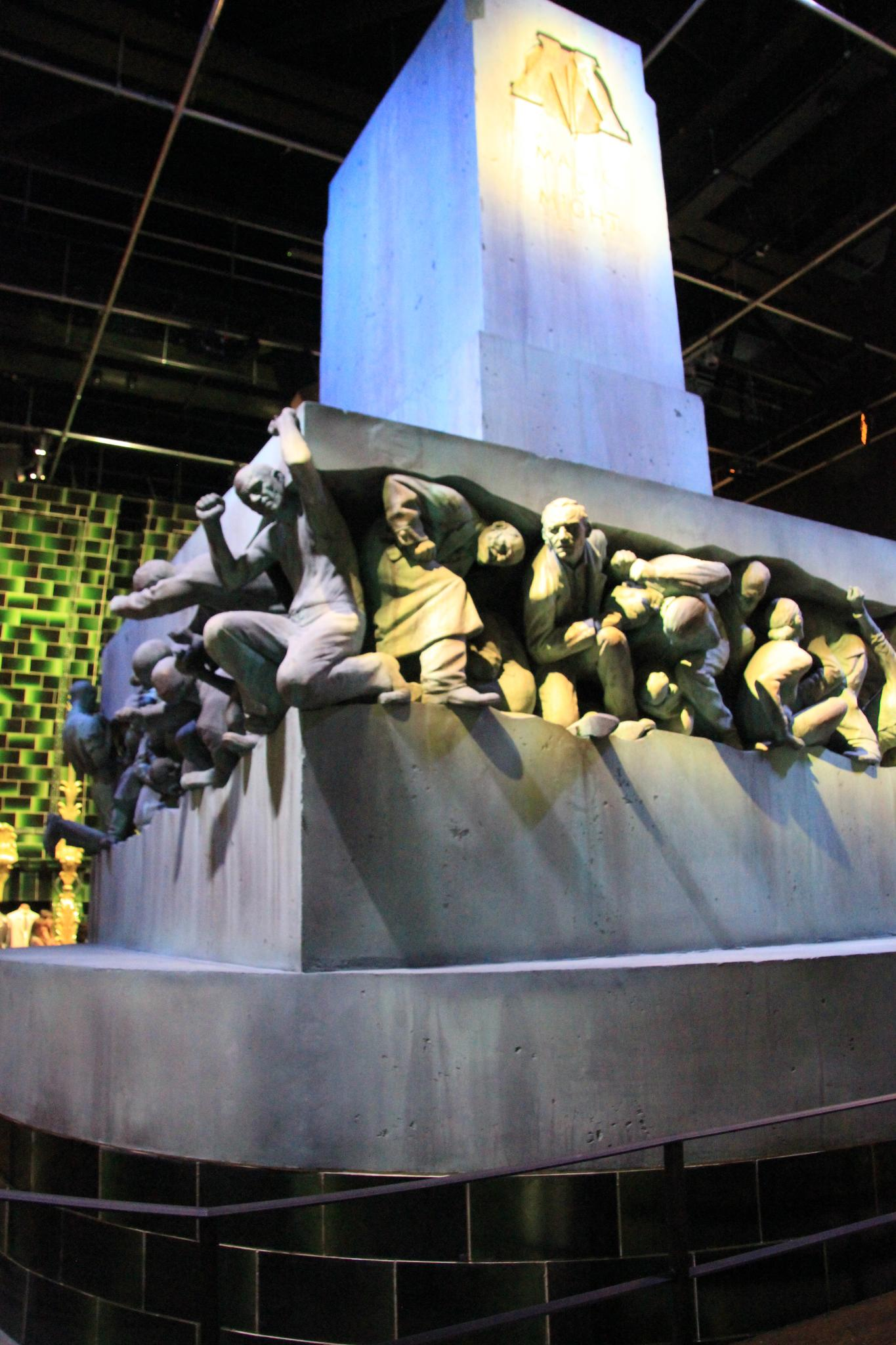
食死人控制魔法部後建立的「魔法即是力量」紀念碑。

### 魔法執行部門
魔法執行部門（Department of Magical Law Enforcement）是魔法部轄下最大的機構，是警察與司法設施的結合體，負責魔法世界法律規範的執法與維護業務，並審判犯罪的巫師。該部門位於魔法部的第二層。
在第一集《哈利波特》的主要劇情開始之前，該部門的司長為老巴提·柯羅奇，他後來於1990年轉任為國際魔法合作司。
在《哈利波特》系列的起始，該部門由愛蜜莉·博恩斯（Amelia Bones）領導，後來她於1996年被佛地魔謀殺後，她的職位由派厄司·希克泥（Pius Thicknesse）取代。在佛地魔任命希克泥為其政權的傀儡部長之後，希克泥被食死人牙克厲（Yaxley）以蠻橫咒控制，後來希克泥轉任為魔法部部長。在《哈利波特──被詛咒的孩子》裡的事件中，哈利·波特成為了該部門的首長。
根據該系列作者羅琳的說法，這是妙麗·格蘭傑於第七部小說的事件後加入的部門，她從霍格華茲後職業生涯的起始──奇獸管控部門那裡調職至此。

#### 正氣師局
正氣師局（Auror Office）是魔法部僱用正氣師以追捕黑巫師的機構。
根據麥教授的說法，正氣師局會最少招募5名N.E.W.T.考試的人（分數不低於「超出期待」）。她建議魔藥學、黑魔法防禦術、變形術、符咒學及草藥學都是對於渴望參加培訓計劃的人最合適的N.E.W.T.考試科目。有潛力的新員工還必須通過「一系列的性格和能力測試」。小仙女·東施提到，該項目的學習課程包括「隱藏與偽裝」及「隱身和追蹤」，培訓很難高分通過。
在《哈利波特》系列中的正氣師包括了阿拉特·穆敵、小仙女·東施、金利·俠鉤帽、約翰·道利什、愛麗絲與法蘭克·隆巴頓、盧夫·昆爵、高文·羅巴茲（Gawain Robards）、赫斯菲斯托斯·戈爾（Hesphaestus Gore）、普勞特（Proudfoot）、塞維奇（Savage）以及威廉生（Williamson）。哈利·波特本人後來加入了該部門，並根據羅琳於2007年的一次訪問中表示，他最終獲晉升為部門主管。
在首次跟佛地魔的大戰中，正氣師獲授權對疑似食死人者施展不赦咒：也就是說，他們獲得了殺害、脅迫和折磨他們的許可。哈利波特世界中的許多黑暗罪犯被抓捕前曾與獲派逮捕他們的正氣師決鬥。正氣師還保護高風險目標，例如哈利·波特、霍格華茲，以及麻瓜首相──在中，正氣師金利·俠鉤帽秘密執行麻瓜首相的保全任務。

#### 魔法濫用局
魔法濫用局（Improper Use of Magic Office）主要負責調查根據《未成年魔法使用合理限制法規》，以及《國際巫師聯合會的保密法》下的違法行為，監察巫師是否違規使用魔法，以及對違反規定的巫師發出警告。它們限制未成年巫師或女巫使用魔法，並禁止巫師和女巫在麻瓜面前，或在哈利波特的世界中的麻瓜居住區施展魔法。一種稱為「蹤絲（the Trace）」的魔法被施放於兒童身上，以協助該部門發現犯罪行為；當青少年達到17歲之齡便遭破壞。然而，鄧不利多曾向哈利解釋，魔法部無法確定特定區域究竟是誰使用了魔法，只知道它曾經在那裡使用過。這對於在麻瓜世界長大的年輕女巫和巫師來說不公平（例如麻瓜出身或混血），他們使用魔法會比在巫師世界長大的青少年更容易被抓到。生活在麻瓜世界的人通常不會跟學校以外的其他女巫或巫師接觸，魔法部假定他們所在地方施展的魔法都是未成年巫師做的，並且假定在有未成年人在場的巫師家中施展的魔法都是由17歲以上的人施展的。這意味著生活於巫師世界的未成年人因使用未成年魔法而逃脫懲罰的機會要大得多。魔法部不得不仰賴未成年巫師和女巫的父母在他們家中執行未成年魔法的禁令。
霍格華茲的學生得在老師的監督下施展魔法，魔法部似乎忽略了這些霍格華茲的學年期間學生的蹤跡。這個盲點還擴展到了諸如斜角巷、9¾月台、霍格華茲特快列車，以及活米村（英國唯一僅有巫師和魔法生物的定居點）等地方──活米村是鄰近霍格華茲的地點，三年級及以上的學生可以於周末參觀，前提是他們要得到父母或監護人簽署的許可回條。
魔法部對未滿11歲的孩子於麻瓜世界中使用魔法視而不見，因為他們的力量通常不足以引起問題，包括哈利·波特、妙麗·格蘭傑、莉莉·伊凡斯和賽佛勒斯·石內卜在內許多在麻瓜世界長大的女巫和巫師都曾未成年施展魔法，但他們都沒有受到懲罰。在哈利第一次輕微違規後──實際上是家庭小精靈多比施展的飄浮咒──他只是被警告了。他的第二次違規，是他把瑪姬姑媽吹起來，他後來被夫子原諒了，因為部長擔心天狼星·布萊克正在跟蹤哈利，並認為他逃離德思禮家後的安全至關重要。他第三次違反（他施展護法保護自己和達力免受兩個催狂魔的傷害）後，一封寄給他的信件表示他已被學校開除，並且有代表將會到他的家把他的魔杖摧毀，鑑於他已經收到一次警告，他必須出席紀律聽證會。鄧不利多提醒夫子，魔法部無權在沒有聽證會的情況下將學生從霍格華茲開除或沒收魔杖。
哈利在聽證會上受到巫審加碼法庭審判，並在鄧不利多的干預下免除所有指控。然而，對於一個簡單的未成年人魔法案件來說，這種司法程序絕不正常；哈利應該只需要接受魔法執行部門的部長愛蜜莉·波恩（Amelia Bones）的會面。
唯一已知員工：瑪法達·霍克克（Mafalda Hopkirk）。

#### 巫審加碼行政單位
巫審加碼行政單位（Wizengamot）是巫師世界的最高法院，這是一個由有權勢的人組成的委員會，被召集起來為盎格魯-撒克遜英格蘭的多個國王提供建議和任命。其名稱源自古英語，意為「巫師（wizard）」和「贤人会议（Witenagemot）」這兩個詞語組成，意思為「跟智者的會議」。
在中，大約有50人出席了哈利·波特的聽證會，巫審加碼的成員都穿著左前胸上繡著一個銀色的「W」字樣的梅子色長袍。在聽證會期間，魔法部部長會被稱為「巫審加碼首席魔法師」，他會坐於前排中央並進行大部分審訊，而作為初級副部長的派西·衛斯理則擔任速記員。這場巫審加碼出席的其他官員包括了魔法部的高級副部長及魔法執行部門的部長。審判是以審問者提問的形式進行，書記官負責作紀錄，最後以舉手表决的方式進行裁決。
鄧不利多長期以來一直擔任巫審加碼的首席術士一職──大約50年之久。他在小說開頭被撤職，並在結尾復職，直到他在的結尾中去世。

#### 麻瓜人工製品濫用局
麻瓜人工製品濫用局（Misuse of Muggle Artefacts Office）負責處理巫師對麻瓜物品胡亂施展魔法的事宜，其局長為亞瑟·衛斯理（榮恩的父親），成員則包括薄京。

#### 其他辦公室
其他辦公室包括了追究日常違法行為的「魔法執行組（Magical Law Enforcement Squad）」，還有盧夫·昆爵於《混血王子的背叛》中創立的辦公室──「偽造防禦咒語暨防護品偵查沒收處（the Detection and Confiscation of Counterfeit Defensive Spells and Protective Objects Office）」，衛斯理先生後來升職為主管。

### 魔法意外和災難部門
魔法意外和災難部門（Department of Magical Accidents and Catastrophes）是構成魔法部的七大部門之一，主要負責處理因魔法而引起的重大事故和災害──即哈利波特世界中意外的魔法損壞，位於魔法部地下三樓，並且設有以下辦公室：
- 魔法意外矯正組（The Accidental Magic Reversal Squad）：工作為矯正「魔法意外」。這些意外包括未學會控制魔法的年輕女巫和巫師造成的事故，也可能是年長的巫師失控，或咒語、法術不經意的嚴重影響，如施展現影術時，巫師或女巫的身體被分裂，一部分留在目的地，其餘部分留在起點。他們或許需要對麻瓜施咒語清除他們的記憶，例如在《阿茲卡班的逃犯》的小說和電影中，當哈利·波特給瑪姬姑媽充氣時，魔法意外矯正組的兩名員工出動，幫瑪姬姑媽「洩氣」並抹去她被膨脹的記憶（由記憶註銷指揮部的除憶師完成記憶的修改）。

- 除憶師總部（The Obliviator Headquarters）：「除憶師」負責修改目擊巫師世界事件的麻瓜記憶。儘管在之前的小說中提到了這種做法，但他們於第六部小說中才首次獲這種稱呼：任何巫師都可以透過使用遺忘咒來修改小說中的記憶。這與魔法部整體表現出的無能相比之下，除憶師以近乎完美的成功率來完成他們的任務，讓麻瓜世界完全不知道巫師世界的存在。他們在《阿茲卡班的逃犯》被派遣出去，替瑪姬姑媽放氣後，便抹除了她對這件事的記憶。

- 傑出麻瓜辯解委員會（The Muggle-Worthy Excuse Committee）：為任何重大的魔法事故創造一個非魔法原因向麻瓜解釋。例如，彼得·佩迪魯在跟天狼星·布萊克爭吵時，用巨大的爆炸詛咒殺死了12個麻瓜，並撕裂了街道以逃脫。委員會把這起大規模損壞和死亡事故解釋為燃氣總管爆炸導致的悲慘意外。

### 奇獸管控部門
正如《怪獸與牠們的產地》中所述，奇獸管控部門（Department for the Regulation and Control of Magical Creatures）為魔法部的第二大部門，位於魔法部的第四層，主要負責所有與魔法動物有關的事務，成員為阿默·迪哥里（西追·迪哥里的父親）。其轄下分為三個部門：怪獸司（Beast Division）、靈性生物司（Being Division）和靈魂司（Spirit Division），裡面也包含了由卡思伯特·莫克里奇任職處長的妖精聯絡處（Goblin Liaison Office），以及人馬聯絡處（Centaur Liaison Office），儘管孤立的人馬自該辦公室創立以來從未跟辦公室互動。因此，「即將被送到了人馬辦公室」成為了魔法部對將解僱員工的委婉說法。
此外，奇獸管控部門也設有負責處理危險生物傷人事件，以及對其執行刑罰的有害動物諮詢局（Committee for the Disposal of Dangerous Creatures）、怪獸事務司的狼人管制處（Werewolf Registry）和狼人獵捕局（Werewolf Capture Unit），靈性生物司的狼人支援服務處（Werewolf Support Services）（已關閉），及龍隻研究管制局（Dragon Research and Restraint Bureau）。
值得注意的是，妙麗·格蘭傑在轉入魔法執行部門之前，在這裡開始霍格華茲畢業後的職業生涯。

### 國際魔法交流合作部門
國際魔法交流合作部門（Department of International Magical Cooperation）是一個魔法世界的外交部門，試圖讓來自不同國家的巫師在政治和公共巫師行動中合作的機構，它主要處理對外事務，協調及統籌與世界各地魔法部有關的事宜，並合作舉辦各種類型的交流活動。這個部門位於魔法部地下五樓，包括國際魔法貿易組織（International Magical Trading Standards Body）的總部、國際魔法法律處（the International Magical Office of Law），以及大不列顛國際巫師聯盟中心（the International Confederation of Wizards）的英國席位。該部門的前主管分別為巴堤·柯羅奇父子，直到老巴堤被其子殺害。這裡也是派西·衛斯理開始魔法部職涯的地方。
該部門的功能類似於現實生活中英國的外交、聯邦及發展事務部，以及聯合國的各個機構。
國際魔法交流合作部門的職責包括：
- 跟其他國家的魔法政府合作。
- 制定貿易標準。
- 為物品制定法規，如大釜的厚度。
- 在三巫鬥法大賽中與魔法遊戲與運動部門合作。
- 大不列顛國際巫師聯盟中心國際巫師聯合會（代表英國席位）。

### 魔法運輸部門
魔法運輸部門（Department of Transportation）負責魔法運輸的各個方面的工作，制定所有魔法交通工具的使用守則，並設法保證巫師在使用交通工具時不被麻瓜們所看見。魔法運輸部門位於魔法部地下六樓，包括以下辦公室：
- 呼嚕網管理局（Floo Network Authority）：該部門直屬於魔法交通司，負責建立和維護網絡及監視魔法界的壁爐網，並分發綠色的呼嚕粉；
- 掃帚管理局（Broom Regulatory Control）：負責控制掃帚旅行的交通；
- 港口鑰局（Portkey Office））：規範港口鑰的使用；
- 現影術測試中心（Apparition Test Centre））：透過測試來向女巫和巫師頒發許可證，使他們可以隨時使用現影術。

### 魔法遊戲與運動部門
魔法遊戲與運動部門（Department of Magical Games and Sports）公認為工作最輕鬆的魔法部門，負責促進、組織各類魔法體育運動，如魁地奇世界盃、三巫鬥法大賽等體育賽事（牆上有釘著各人最喜歡的魁地奇球隊的海報）。魯多·貝漫（Ludo Bagman）曾經是這個部門的主管。
這個部門位於魔法部的地下七樓，包括英格蘭與愛爾蘭魁地奇聯盟總部、多多石官方俱樂部、搞笑專利處──負責哈利波特世界的其他體育和遊戲相關方面事務的部門。

### 神秘部門
神秘部門（Department of Mysteries）是魔法部中最高機密的組織，它位於魔法部地下九樓，專門研究特定謎題（如死亡、星球、時間、思想和愛），並儲存哈利波特世界中各人的預言副本。在此任職的官員稱為不可說（Unspeakable），他們的任務為機密等級，從來沒有人知道他們在做什麼。佛地魔統治期間，曾對神秘部門施壓，強迫該部門聲稱麻瓜出身者從純血巫師身上竊取魔法，使他們變成「非法魔法師」並容許濫捕。
由於這個魔法部部門的神祕性質，神秘部門可以比作現實世界的情報機構，就如麻瓜世界的中央情報局及軍情六處，因為他們的大部分行動對一般巫師公眾完全保密。然而，神秘部門的日常更像是科學研究，因為他們試圖找出不赦咒的來源與規則。這些房間包括：
| 房間名稱                    | 描述 | 內容 |
| --------------------------- | --- | --- |
| 大腦室（Brain Room）        | 這個長方形的長長房間，天花板上掛著由金鍊子低垂的燈照亮。除了幾張桌子外，裡面蠻空洞的。                                          | 裡面有一個盛載深綠色液體的玻璃容器。在這個容器中，在許多珍珠白色的大腦漂浮著。當魔藥從容器中取出時，那些腦袋會飄出思緒的流光。若有人把它們圍繞自己身邊的話，這可能會讓他受到嚴重傷害。其他門可通往這個房間。 |
| 入口室（Entrance Room）     | 一切都是黑色的大型圓形房間 – 在牆壁的間隔周圍設置了相同、無標記、無把手的黑色門。蠟燭的分支在昏暗的房間裡點燃了藍色火焰的燈光。 | 每當其中一扇門關閉時，房間的牆壁就會旋轉，使其居住者有幾秒鐘的迷失方向。這大概是一種安全裝置，可防止非部門的員工到達其所需的房間。它可以透過口頭的退出請求並以打開正確的門來作出回應。 |
| 星球室（Space Chamber）     | 這是一間可能是模擬外太空環境的黑暗房間。參觀者會發現自己也正在飄浮。                                                            | 魔法模擬浮動太陽能系統。 |
| 死亡室（Death Chamber）     | 一間光線昏暗的長方形大型房間，以石層（如長凳）通向中心的一個坑。它類似於圓形露天劇場，鄧不利多稱它為死亡之室。                  | 坑內有一個凸起的石台，上面矗立著一個古老的拱門，拱門上掛著一塊古老且破爛不堪的黑色紗幕。儘管沒有風，它仍會不斷地輕微顫動的並吸引著觀眾的注意。當哈利·波特於小說中靠近紗幕時，他聽到紗幕後傳來一些微弱的聲音。天狼星·布萊克於《鳳凰的的密令》中正是通過這個拱門墜落身亡。 |
| 時間室（Time Chamber）      | 一個被「美麗得有如閃閃的發光鑽石在舞動的燈光」照亮的房間。                                                                      | 一個裡面擺放著各種跟時間相關裝置的房間，比如各種描述的時鐘以及時光器。（它還有一個神秘的鐘罩，當中的任何事物都會越來越年輕，然後在一個永無止境的循環中慢慢回到原來的年齡。妙麗·格蘭傑曾提到該部門全部的時光器都被砸了，甚至於1996年9月還沒有被替換。 |
| 預言廳（Hall of Prophecy）  | 一個有如大教堂般大小的房間，漆黑而非常寒冷，可從更多的燭台點起昏暗的藍色火焰來照亮。                                            | 那裡有些跟大門垂直的高聳層架，上面擺放著數以千計的球體（預言的記錄）。大門的左邊是由第1–53行，而在門的右側是從第54行更遠。預言球受到魔法保護，因此唯一可以將它們從層架上拿下來的人便只有預言大廳的守護者，以及該預言的主題人物；而所有觸及它的其他人都會被折磨至瞬間瘋狂。每當一個預言球破裂時，它所包含的預言記錄便會發聲地重複一次，之後該記錄便沒有作用了。西碧·崔老妮那個關於「將會打敗黑魔王的男孩」的預言一直保存在那裡，直至鳳凰會事件中被粉碎了。 |
| 鎖上的房間 （關於愛的房間） | 門後的房間一直被鎖著，無論是咒語阿咯哈姆拉（Alohomora）還是魔法開鎖刀都無法解鎖。                                               | 根據鄧不利多的說法，那扇門的後面是該部門最神秘的研究課題：一種力量「相比死亡、人類智慧，大自然的力量...更奇妙、更可怕... 哈利擁有這房間裡如此數量的力量，而佛地魔根本完全沒有」。在《混血王子的背叛》中，哈利與鄧不利多之間的對話證實了這種力量就是「愛」。 |

#### 不可說
不可說（Unspeakable）是一群於神秘事務司工作的巫師（基於安全的原因，他們的身份是機密）。已知的緘默人包括後來加入食死人的奧古斯都·羅克五（Augustus Rookwood）。

### 其他單位
實驗魔咒委員會（Committee on Experimental Charms）
主要是負責解釋魔法咒語含意及拼寫的工作
委員：吉爾伯特·温普爾

### 部門位置
| 樓層     | 部門                     | 辦公室 | 備註                 |
| -------- | ------------------------ | --- | -------------------- |
| 地下一樓 | 魔法部長與附屬員工辦公室 | 魔法部部長及副部長辦公室 附屬員工辦公室 |                      |
| 地下二樓 | 魔法執行部門             | 正氣師局 偽造防禦咒語暨防護品偵查沒收處 魔法法律執行局 麻瓜人工製品濫用局 巫審加碼行政單位 魔法濫用局 魔法國防部 魔法安全部                  | 魔法部轄下第一大部門 |
| 地下三樓 | 魔法意外和災難部門       | 魔法意外矯正組 除憶師總部 傑出麻瓜辯解委員會 魔法意外矯正組                                                                                  |                      |
| 地下四樓 | 奇獸管控部門             | 誤報新聞室 怪獸司 靈性生物司 靈魂司 人馬聯絡處 妖精聯絡處 家庭小精靈轉介辦公室 狼人管制處 狼人獵捕局 狼人支援服務處（已關閉） 有害動物諮詢局 | 魔法部轄下第二大部門 |
| 地下五樓 | 國際魔法交流合作部門     | 國際魔法貿易組織 國際魔法法律處 大不列顛國際巫師聯盟中心                                                                                     |                      |
| 地下六樓 | 魔法運輸部門             | 呼嚕網管理局 掃帚管理局 港口鑰局 現影術測試中心                                                                                              |                      |
| 地下七樓 | 魔法遊戲與運動部門       | 英格蘭與愛爾蘭魁地奇聯盟總部 多多石官方俱樂部 搞笑專利處                                                                                     |                      |
| 地下八樓 | 中庭                     | 招待處 魔法弟兄噴泉（已損毀） 魔法即是力量紀念碑（推測在希克泥／佛地魔政權被推翻後移除） 安檢櫃檯 魔法電梯                                   | 訪客入口處           |
| 地下九樓 | 神秘部門                 | 大腦室 入口室 死亡室 星球室 時間室 預言廳 上鎖的房間                                                                                         | 職員稱為「不可說」   |
| 地下十樓 | 地牢                     | 審判室 | 電梯到不了的樓層     |

## 魔法部官員
以下角色是值得注意的魔法部官員。亞瑟·衛斯理、金利·俠鉤帽和小仙女·東施被列入鳳凰會；而牙厲克則被列入食死人的名單。

### 魯多·貝漫
魯多維克·貝漫（Ludovic Bagman），通稱魯多（Ludo），魔法遊戲與體育運動司的負責人，退役的職業魁地奇球員。他曾經是溫伯恩明斯特黃蜂隊及英格蘭國際隊的一名非常成功的擊球手，其俊俏的外貌經已有點成為種子；他的鼻子被壓扁了（這顯然是被一個遊走的搏格打破了），而且他身體的中央相比於其魁地奇時代還要厚得多。小說的作者羅琳於《火盃的考驗》中使用鄧不利多的儲思盆揭示，貝漫於第四本書的事件發生前大約13年，由於他被發現向當時最近發現的食死人奧古斯都·羅克五（Augustus Rookwood）提供信息，以致他被指控為食死人。據說他相信作為其父親朋友的羅克五是無可置疑的，因此他認為自己透過把信息傳遞給他是在協助魔法部。
貝漫喜歡賭博，這讓他陷入了嚴重財困，以至於魁地奇世界盃期間進行賭博之後，他利用一些消失的妖精金幣來償還給他的一些債權人（包括弗雷和喬治·衛斯理）。魁地奇世界盃決賽結束後，他被一些妖精逼到體育場外的樹林裡，並把他身上的所有金子都奪走，但這還不足以償清他的債務。為了清還自己與妖精的債務，貝漫以自己是三巫鬥法大賽的其中一的名評委的身份進行打賭，並賭哈利會於該比賽勝出。他試圖在比賽過程中協助哈利，即使他於第一項任務中受傷也給他得到滿分，並為他提供建議。哈利跟西追·迪哥里最終在大賽中並列第一，而貝漫並沒有贏得這場賭注，因為妖精們爭辯指巴格曼只打賭哈利會贏。貝漫後來於三巫鬥法大賽的第三項任務後便逃跑了。
魯多的角色從第四部小說的改編電影中被刪減，他於故事中的一些主要作用由康尼留斯·夫子及老巴堤·柯羅奇擔任。貝漫以魁地奇廣播員的身份出現於電子遊戲《哈利波特：魁地奇世界盃》中。

### 老巴堤·柯羅奇
老巴堤繆斯·克勞奇（Bartemius Crouch Sr.），通稱巴堤（Barty），是佛地魔第一次掌權時候的魔法法律執行司部門首長，老柯羅奇是個狹隘、不靈活且墨守城規的人，他有點狂妄自大，並且非常專注於表現出體面的外表。儘管他鄙視黑魔法，但他願意竭盡全力地與任何可能損害其名譽的事物分離，這導致他的行為幾乎跟黑巫師那方的許多人一樣殘酷，並且他賦予正氣師（Aurors）權力殺死拒絕逮捕的可疑食死人，而非逮捕他們；老柯羅奇還未經審判就把天狼星·布萊克送進了巫師監獄阿茲卡班。
老柯羅奇似乎是下一任魔法部部長的熱門人選，直至其兒子小巴堤·柯羅奇的事件──小柯羅奇跟雷斯壯家族的人同時被捕──該家族是協助佛地魔掌權的食死人，還以酷刑咒來折磨奈威的父母。在老柯羅奇把他的兒子送到阿茲卡班之前，他讓其兒子得到審判；然而，根據布萊克的說法，該審判是一場騙局，那只是公開表明他有多憎恨這個男孩。公眾對小柯羅奇表示同情，並將所有責任歸咎於老柯羅奇身上，指責他因為父母的疏忽而驅使其兒子加入食死人的行列。在該審判結束後，老巴堤·柯羅奇失去了很多人氣，以及成為魔法部部長的任何機會，他後來被調任至國際魔法合作司司長的崗位上。
在該審判大約一年後，老柯羅奇身患絕症的妻子懇求他挽救她兒子的性命，老柯羅奇因此教唆二人以變身水（Polyjuice Potion）來交換外貌。後來柯羅奇太太於阿茲卡班監獄以小巴堤·柯羅奇的身份去世，而老柯羅奇隨後利用蠻橫咒把其兒子軟禁於家中，從而保住其性命。當伯莎·喬金斯發現那真相時，老柯羅奇便以強大的記憶咒來讓她沉默，然而她的記憶卻永久地被破壞。
老巴堤·柯羅奇於《火盃的考驗》中首次亮相，當時他跟家庭小精靈眨眨，以及躲藏於隱形斗篷下的小巴堤·柯羅奇一同出席魁地奇世界盃系列賽。由於眨眨的恐高，以致小巴堤·柯羅奇得以溜走，他還偷去哈利的魔杖來召喚黑魔標記。隨後當眨眨被阿莫斯·迪哥里以哈利的魔杖抓住時，老巴堤·柯羅奇以牠未能制止其兒子而憤怒地把牠當場解僱了，因為讓小柯羅奇出席是牠的主意。
此後不久，佛地魔與彼得·佩迪魯出現於柯羅奇家中，他們透過審問喬金斯而發現小柯羅奇的事。佛地魔以蠻橫咒施於老柯羅奇身上，並把小柯羅奇從其父親施加在他身上的蠻橫咒中解救出來，他強迫老柯羅奇繼續於公眾面前表現得好像沒有任何問題，而處於蠻橫咒之下的老柯羅奇並且擔任著三巫鬥法大賽的五名評委之一。然而，佛地魔擔心著老柯羅奇會抵抗蠻橫咒的影響，後來把他囚禁於其房子裡，並讓他只能透過受監督的貓頭鷹郵件作專門交流。儘管採取了這種預防措施，老柯羅奇還是設法擺脫奪魂咒並前往霍格華茲，以希望警告鄧不利多正在發生的事情，並在禁忌森林中遇到了哈利與維克多·克魯姆（Viktor Krum）。然而，就在哈利踏上召喚鄧不利多的路上，他在不知不覺中提醒了正在使用變身水成為瘋眼穆迪的小柯羅奇注意其父親的存在。小柯羅奇立即前往禁忌森林，他擊暈了克魯姆，並殺死了自己的父親，更把其屍體變成骨頭，然後將他埋葬於霍格華茲的土地上。
羅渣·勞埃德-帕克在中飾演老柯羅奇一角。對於卡卡洛夫的指控，老柯羅奇因不得不把小柯羅奇關進監獄而傷心欲絕，他對其兒子的懇求寬恕變成了冷漠譴責，並且以食死徒的身份公開巡遊示眾。他對小柯羅奇辱待性的拘留和精神控制完全被省略了，他對眨眨的解僱也是如此並沒有出現於電影中。此外，其屍體是哈利在霍格華茲校園附近的樹林裡發現的，並非由小柯羅奇埋葬的。

### 約翰·道利什
約翰·道利什（John Dawlish）是一名正氣師（Aurors），他非常有能力和自信，他被描述為一個有著「非常短而粗硬」灰色頭髮的「硬漢巫師」。他於所有N.E.W.T.（令人筋疲力盡的巫師測試）中都以優異成績離開霍格華茲。然而，小說當中的一個笑話是，在他任何出現或提到他的場景時，他最終都會被詛咒，這通常是由於強大的對手和純粹的運氣不好。
在中，道利什陪同夫子前往霍格華茲，就鄧不利多軍隊的秘密會議跟哈利對質。當阿不思·鄧不利多把鄧不利多軍隊的所有責任都歸咎於自己身上時，道利什與夫子、恩不里居及俠鉤帽一起被擊倒並逃跑了。再後來，在神秘事務司的戰鬥結束後，道利什帶著夫子來到魔法部。夫子然後派他去捕捉食死人。第二次巫師大戰開始後，道利什再次出現於中以看守霍格華茲。當校長離開學校去尋找佛地魔的分靈體時，他被派往跟隨鄧不利多，但「遺憾地」讓校長施下詛咒。在《死神的聖物》的早段，他被鳳凰會一名成員施以混淆咒（Confundus Charm）來變得糊塗了，並向食死人科班·牙克厲（Corban Yaxley）提供了關於哈利從德思禮家被帶走的虛假消息。道利什被迷惑後就被前往阿茲卡班的途中逃了出來的德克·克雷斯韋爾（Dirk Cresswell）擊敗。後來，道利什被派往逮捕奧古斯塔·隆巴頓。經過一番掙扎後，她的守衛把道利什置於聖蒙果魔法疾病與傷害醫院中。
道利什這個名字並沒有於小說及電影中出現，然而作者羅琳在接受播客《PotterCast》的訪談時說，由於主持人約翰·諾（John Noe）對這個角色的欣賞，因此她給該角色取名為約翰。在改編電影中，道利什一角由理查德·列夫飾演。

### 康尼留斯·夫子
康尼留斯·奧斯華·夫子（Cornelius Oswald Fudge）是在中首次被提及的英國魔法部部長。夫子首次於電影中亮相，當時他到霍格華茲把海格帶到阿茲卡班，儘管他並不堅信魯霸·海格有罪；他在魯休斯·馬份堅持要求所有霍格華茲學校理事投票通過從而向他施壓之下，他還簽署了鄧不利多教授的校長停職令。然而，直至《消失的密室》，夫子才首次跟哈利見面。夫子並沒有因為哈利意外地給瑪姬姑媽充氣而對哈利提出指控，並建議他小心，因為有逃犯越獄。當夫子到三根掃帚酒吧參與社交聚會時，他於無意中告訴在隱形斗篷下的哈利得知天狼星·布萊克是詹姆·波特的好友，並認為他向佛地魔出賣了波特夫婦。夫子於魯休斯·馬份的另一次恐嚇之下讓巴嘴差點被處決。
夫子跟哈利的友好關係於中突然改變，當時哈利從三巫鬥法大賽的第三項任務中看見佛地魔重生，然而夫子拒絕相信此事。由於他擔心著宣布佛地魔回歸的後果，這標誌著巫師世界和平歲月的終結，以及突然爆發的陰霾與恐怖；因此他決定無視所有證據，而不是接受事實。羅琳後來表示夫子的行為反映了現實中的內維爾·張伯倫於二戰前夕的表現。
夫子於中透過《預言家日報》來精心策劃了一場惡毒的誹謗活動，他把鄧不利多描繪為一個年邁的老傻瓜（儘管他在擔任魔法部部長的初期一直在徵詢鄧不利多的建議），而哈利則是一個不穩定且尋求關注的說謊者。他還通過了一項法律，容許他任命其高級副部長桃樂絲·恩不里居擔任霍格華茲的教授。後來他任命恩不里居為霍格華茲的「總督察」，賦予她審查教師教學表現和隨意解聘學校員工的職權，隨後任命她取代鄧不利多教授成為霍格華茲的新校長，這讓她（以及夫子本人）獲得奪回了對霍格華茲的校務主導權。夫子一直擔心鄧不利多會對其權力構成威脅，並且他正計劃訓練霍格華茲的學生推翻魔法部。在佛地魔出現於魔法部的神秘事務司之戰後，夫子終於承認佛地魔經已歸來的事實，並在巫師界要求他辭職後，他從魔法部部長的職位下台。其魔法部部長的職位由盧夫·昆爵取代，並於中轉任魔法部顧問。在夫子辭職之前，他設法透過鄧不利多尋求哈利的支持，讓巫師界產生魔法部正在贏得戰爭的印象，但鄧不利多與哈利都拒絕了。該系列中最後一次提到夫子的是，他是出席鄧不利多葬禮的參加者之一；不久之後佛地魔接管魔法部，夫子的命運不得而知。
在該電影系列中，夫子的角色由羅拔·哈迪飾演。

### 柏莎·喬金斯
柏莎·喬金斯（Bertha Jorkins）是跟詹姆·波特與他的伙伴同時也是霍格華茲的學生。她愛管閒事和善於八卦，但也經常心不在焉。她於離開霍格華茲後便成為了魔法部的僱員。她於《火盃的考驗》事件發生前的那個夏天被佛地魔殺害。羅琳後來透露，她的死亡被佛地魔用作把蛇妖娜吉妮變成分靈體。就在她被謀殺前的幾個月，她意外地發現，據說在阿茲卡班監獄裡死亡的小巴堤·柯羅奇仍活著，還被其父親藏起來。老巴堤·柯羅奇以強大的記憶咒讓她沉默起來，但這使她有點糊裡糊塗。佛地魔在打破記憶咒的同時對她的身心造成了不可挽回的傷害，並且透過她獲得有關三巫鬥法大賽與小柯羅奇的信息。在哈利與佛地魔於小漢果頓墓地的決鬥中，伯莎是從佛地魔的魔杖中溢出並協助哈利逃脫的陰影之一。她於死後似乎變得更聰明，並在《火盃的考驗》中支持哈利，這樣他就可以擊敗殺害她的兇手佛地魔。

### 盧夫·昆爵
盧夫·昆爵（Rufus Scrimgeour）是從《混血王子的背叛》起便擔任英國的魔法部部長，以接替因遲遲未能宣布佛地魔回歸，以及詆毀哈利·波特和阿不思·鄧不利多，並容許讓桃樂絲·恩不里居取代鄧不利多成為霍格華茲的校長而被巫師界驅逐的康尼留斯·夫子，直至昆爵於下一部小說中去世。他被描述為看起來就像一頭棕髮濃眉的老獅子，有著黃色的眼睛並戴上一副金屬絲框眼鏡。在被選為魔法部部長之前，昆爵是魔法部正氣師辦公室的負責人，他以正氣師的身份服務魔法部多年，並經歷了嚴重的戰鬥傷痕，這讓他的外表顯得精明強韌。作為魔法部部長，他跟其前任夫子一起拜訪過麻瓜首相，向他通報最近發生的巫師事件，這對國家內部安全至關重要。
不論昆爵看起來有多精明強韌，他都不比夫子好了多少。他（跟魔法部的其他人）更關心魔法部的聲譽，而非看到食死人與佛地魔給魔法世界帶來的危險，所以他們試圖透過掩蓋阿茲卡班的突破，並逮捕如史坦·桑派（Stan Shunpike）的隨機嫌疑人來讓魔法部看起來正在為事件取得進展。他還要求哈利貼上「被選中的那個人」的標籤到訪魔法部來提高巫師的士氣，讓公眾相信哈利支持魔法部對付佛地魔的行動。這成為了魔法部跟不支持這個想法的鄧不利多之間爭論的根源。哈利也拒絕了這種角色，主要是因為他自己與魔法部的敵對歷史，以及魔法部對待鄧不利多及史坦·桑派的態度。在《哈利波特──死神的聖物》中，由於昆爵職位的壓力，看起來疲憊而陰沉的他帶著鄧不利多的遺囑來到洞穴屋，他跟哈利之間最後的爭論迅速爆發了。
食死人接管魔法部後不久，昆爵就在他們到訪時被暗殺。有傳言指他被殺之前，食死人試圖向他拷問出哈利的下落，以致他遭受折磨而死。在聽到昆爵在生前最後一刻中拒絕透露哈利的位置竭力作出保護，哈利感到一股「感激之情」。由食死人執掌的魔法部對於昆爵死亡的說法是他辭職了。
標·尼菲於《哈利波特－死神的聖物1》中飾演昆爵一角，當中他被描繪為一個更富有同情心的威爾士人角色。

### 皮尔斯·辛克尼斯
皮尔斯·辛克尼斯（Pius Thicknesse）是首次出現於《哈利波特－死神的聖物》中的角色。在該小說開始之時，他是魔法法律執行部的負責人，他被食死人牙克厲施了蠻橫咒，被後者利用其職位滲透到魔法部的高層。希克泥被描述為一個留著長髮和鬍子的男人，其鬍子大多是黑色但略帶灰色，前額懸垂著一大片頭髮，還有一雙閃閃發光的眼睛。哈利的直接印象是「一隻從岩石下向外望去的螃蟹」。
在昆爵被殺的政變後，魔法部事實上處於被佛地魔的操控之下，並且任命希克泥為其傀儡部長。在小說餘下的部分，希克泥加入到食死人的行列，並在霍格華茲大戰中與他們並肩作戰，在那裡他跟派西·衛斯理決鬥（後者將他變成了海膽）。戰鬥結束後，他身上的蠻橫咒被破解了。金利·俠鉤帽後來接替他擔任臨時的魔法部部長（後來成為永久）。關於希克泥的「真實」本質所知甚少，因為他在整個小說系列都在牙克厲的控制之下。
蓋·亨利於《死神的聖物I》及《死神的聖物II》中飾演希克泥，他甚至於昆爵去世前被描繪成食死人，希克泥最後於《死神的聖物II》中因為佛地魔的分靈體被除掉後盛怒中詢問他而遭到殺害。

### 桃樂絲·恩不里居
桃樂絲·恩不里居（Dolores Umbridge）是哈利五年級的黑魔法防禦術教授、魔法部高級副部長、《鳳凰會的密令》中的主要對手。她是個矮矮胖胖的女人，被描述為類似於一隻有著「短而捲曲的鼠棕色頭髮」的蒼白大蟾蜍。她說話時聲音安靜、嗓音高亢、孩子氣，她喜歡小貓、巧克力蛋糕、餅乾、茶和其他相關用具，並以同樣的方式裝飾其辦公室的周圍。她傾向於以非常居高臨下的語氣來跟她認為次等的人交談，就好像他們是傻瓜或非常年幼的孩童一樣。除了佛地魔以外，她是該系列中唯一在哈利身上留下永久性傷疤的角色。

### 派西·衛斯理
派西·衛斯理（Percy Weasley）是亞瑟·衛斯理與茉莉·衛斯理的第三個兒子。他是一個遵守規則的人，儘管其內心善良，但由於他對權威的熱愛，以致他經常自以為是，跟他的兄弟形成鮮明對比。當讀者於《神秘的魔法石》中首次看到派西時，他是葛萊芬多的級長；而在《阿茲卡班的逃犯》中，他成為了男生領袖長，這讓其母親很高興。在上述兩種情況下，他都身上的徽章產生了依戀，即使在校外也會擦亮並佩戴著它。在《消失的密室》中，派西秘密地有一個女朋友──雷文克勞的級長潘妮·清水（Penelope Clearwater）。派西於學業上表現出色，他分別考獲12科普等巫測（OWL）及超勞巫測（NEWT）的成績。當他完成學業後，其學術成就再加上他曾經擔任過男生領袖長，這讓他於《火盃的考驗》中在魔法部找到了一份工作。其直屬上司為老巴堤·柯羅奇；派西對柯羅奇先生有點崇拜，然而柯羅奇似乎從不記得派西的名字，只是稱他為「衛斯比（Weatherby）」。當柯羅奇生病時，派西於三巫鬥法大賽中擔任第二項任務的裁判。他為了爭取為魔法部部長助理這個更好的職位，放棄了家庭時光。
在《鳳凰會的密令》中，派西被晉升為魔法部部長夫子的初級助理。對於跟派西年紀相約的人來說，這是一個不同尋常的高級職位，其父親亞瑟懷疑派西的晉升並非賺來的，而是為了讓魔法部更好地操縱衛斯理一家。派西被這個想法激怒和感到受傷害，珀西與亞瑟激烈地爭論，導致珀西隨後與家人疏遠。儘管哈利指出他一直喜歡派西是「榮恩兄弟中最小的一個」，但他聽到此事仍然感到震驚。當派西得知榮恩成為級長時，他寫了一封信祝賀榮恩追隨自己的足跡，但這並沒有成功地敦促榮恩跟哈利斷絕關係（他聲稱哈利對榮恩的級長地位構成了極大的威脅），並且對恩不里居和魔法部表示忠誠──他甚至稱她為「討人喜歡的女人」，此讓哈利與羅恩感到非常厭惡。派西後來出現於《混血王子的背叛》中，他在那裡顯然看到了自己的錯誤做法，並在聖誕節假期期間與當時新任的魔法部部長盧夫·昆爵向其家人進行了一次尷尬的拜訪，儘管後來透露那是昆爵設計，以便能夠單獨跟哈利交談。後來他跟恩不里居在內的多個魔法部官員一起出席了鄧不利多的葬禮。
在《死神的聖物》中，派西回到其家人的身邊並設法跟他們所有人和好，並最終在霍格華茲大戰中與新任魔法部部長和佛地魔的傀儡派厄思·希克泥進行決鬥。在跟希克泥決鬥時，派西宣布他要辭職，這是他多年來開的第一個笑話，這讓其兄弟弗雷很高興。在派西決鬥的同時，他見證著弗雷死於奧古斯都·羅克五之手，派西緊緊的抓住弗雷的屍體並保護他免受進一步的傷害。在大戰的最後階段，他跟其父親聯手擊敗了希克泥。他最後一次出現在該小說的結語中，他於國王十字車站裡大聲地談論著掃帚的規定。
在電影系列中，派西的角色由克里斯·蘭金飾演。

### 其他
| 人物                                | 背景 |
| ----------------------------------- | --- |
| 柏得·簿德 （Broderick Bode）        | 神秘部門的一名員工，被魯休斯·馬份施展蠻橫咒以試圖獲得有關於哈利與佛地魔的預言。簿德因企圖竊取預言而受到咒語傷害並且被送往聖蒙果醫院；據說他隨後在聖誕節假日期間被一盆稱為魔鬼網（Devil's Snare）的植物勒死，以防止他透露任何有關食死人陰謀的信息。 |
| 愛蜜莉·波恩 （Amelia Bones）        | 魔法法律執行司的部門首長。她是蘇珊·波恩（哈利的赫夫帕夫學院同學）的姑姑，也是埃德加·波恩（在第一次巫師世界大戰中被食死人殺死的鳳凰會成員）的姐姐。在她於第五部小說中對哈利的審判期間，波恩女士對哈利在如此年輕的時候就能夠施展守護神咒的能力表示欽佩；她以公正的手法來處理哈利的審判，讓他獲得了無罪釋放。在第六部小說的開首中，博恩斯女士在事件發生之前的某個時間被揭露遭殘忍地殺害；據說很可能是佛地魔本人把她殺了，她在過程中經歷了一場硬仗。在《混血王子的背叛》的第四章當中，她被鄧不利多教授稱為「大女巫」。在改編電影中，她的角色由蘇珊·湯馬士飾演。 |
| 雷格·卡特摩 （Reginald Cattermole） | 他為魔法部進行魔法維護的工作。在最後一部小說中，榮恩以他的一些頭髮製作變身水來冒充他並進入魔法部以盜取史萊哲林的小金匣。其妻子為麻瓜出身的瑪麗·卡特摩（Mary Cattermole），她於哈利、榮恩和妙麗偷取小金匣的時候正在接受審問。斯蒂芬·羅德里於《死神的聖物》改編電影中飾演該角色。 |
| 德克·柯斯維 （Dirk Cresswell）      | 麻瓜出身，在霍格華茲在學期間是「史拉轟俱樂部」的成員。他是魔法動物管理控制司的負責人，直到阿爾伯特·藍孔（Albert Runcorn）揭露了他篡改其族譜並導致他被送到阿茲卡班。後來他逃脫了，但最終被掠奪者與泰德·唐克斯（Ted Tonks）及精靈果納（Gornuk）殺死。 |
| 阿默·迪哥里 （Amos Diggory）        | 他是西追·迪哥里的父親，於魔法生物管理與控制司工作。阿默不像其兒子般謙遜，他經常誇耀他兒子的成就，並且一有機會便提醒哈利指西追於魁地奇比賽中擊敗了他。在《火盃的考驗》的電影版本中，該角色由傑夫·羅爾飾演，其角色跟小說中的相比更和藹可親。 |
| 邊坑夫人 （Madam Edgecombe）        | 她任職於魔法交通司的呼嚕網辦公室。她曾協助桃樂絲·恩不里居管理霍格華茲的壁爐。她是向恩不里居背叛鄧不利多的軍隊的雷文克勞學生毛莉·邊坑的母親。 |
| 瑪法達·霍克克 （Mafalda Hopkirk）   | 她任職於魔法部的禁止濫用魔法辦公室，並負責於檢測到未成年人使用魔法時發出警告。在第五部小說和電影的開首，哈利收到一封由霍普克撰寫和敘述的咆哮信，並附有聽證會傳票。妙麗利用她的一些頭髮來冒充她進入魔法部，並在他們偷取史萊哲林的小金匣之前接近恩不里居。她於《鳳凰會的密令》中的聲音由潔西卡·海恩斯聲演，但在《死神的聖物》中，她是由蘇菲·湯普森飾演。 |
| 溫順·馬治邦 （Griselda Marchbanks） | 曾經於巫審加碼任職的年老女巫，於鄧不利多的學生時代已經於巫師考試局工作，她在那裡親自監督了鄧不利多的兩次考試，並對他的能力印象深刻。馬治邦女士仍然是鄧不利多聲音的支持者，她無視著魔法部詆毀和逮捕他的企圖，並辭掉其職務以抗議鄧不利多的待遇。在哈利跟他那一屆的同學參與普等巫測（OWL）時，馬治邦女士親自對他們進行考核。 |
| 博·歐登 （Bob Ogden）               | 歐登曾擔任魔法執法者，他是魔法法律執法司的工作人員，並且其生前是魔法法律執法小隊的隊長。鄧不利多曾利用歐登的一段記憶向哈利展示了佛地魔的母系家族──岡特家族的背景。 |
| 太比略·歐登 （Tiberius Ogden）      | 儘管故事中從未明確介紹過，歐登於第五部裡多次被提及，面對著校長日益不受歡迎，他作為鄧不利多堅定的盟友。結果對他提出的指控（可能是捏造的）聲稱他參與妖精的暴動。他是巫審加碼的一員，直到他辭職以示對鄧不利多的聲援。 |
| 珀金斯（Perkins）                   | 珀金斯是一名年老的巫師，有著一頭鬆軟花白的頭髮。在魔法部的禁止濫用麻瓜物品辦公室工作，曾跟阿瑟·衛斯理是同事。作為阿瑟·衛斯理的朋友，他於魁地奇世界盃期間曾經把帳篷借給衛斯理一家。在最後一部小說中，哈利、榮恩和妙麗於尋找分靈體的時候使用了同一個帳篷。 |
| 阿爾伯特·藍孔 （Albert Runcorn）    | 雖然他從未明確表示效忠，但暗示著他是食死人的支持者。在跟阿瑟·衛斯理的討論中，被揭露他發現了德克·柯斯維偽造家譜的行為。哈利用利他的一些頭髮來冒充他進入魔法部以盜取史萊哲林的小金匣。在《死神的聖物I》中，他的角色由大衛·奧哈拉飾演。 |
| 紐特·斯卡曼德 （Newt Scamander）    | 一位退休的魔法部官員，斯卡曼德曾於魔法動物管理控制司工作。他也是教科書《怪獸與牠們的產地》的作者。斯卡曼德出現於哈利波特的外傳電影《怪獸與牠們的產地》中，他的角色由艾迪·烈柏尼飾演。 |
| 微奇·推克羅 （Wilkie Twycross）     | 推克羅是教授霍格華茲六年級學生如何使用現影術的魔法部教師；他以的三個D著稱，分別為：深思熟慮（deliberation）、目的地（destination）及決心（determination）。由於現形術的難度，他的學生以這三個「D」給他各種各樣的綽號，如狗呼吸（Dog-breath）和糞頭（Dung-head）。 |

## 歷任部長
透過小說描寫，已知的魔法部長姓名與其任期如下。其中盧夫·昆爵遭佛地魔王及其黨羽殺害，接任的派厄思·希克尼為受蠻橫咒控制的傀儡，在佛地魔垮台後魔法部長一職由金利·俠鉤帽接掌。
| 姓名                                  | 任期           | 敘述 |
| ------------------------------------- | -------------- | --- |
| 巫利克‧剛普（Ulick Gamp）             | 1707年－1718年 | 首任魔法部部長。原本擔任巫審加碼主席，剛普必須監督暴怒又震驚的社會適應剛頒布的國際保密規章，肩負著繁重的工作。他最偉大的事蹟是成立了魔法執法部門。 |
| 愛特美茜婭·露芙金（Artemisia Lufkin） | 1798年－1811年 | 首任女性部長。創立魔法交流合作部，並且強力遊說讓一場魁地奇世界盃球賽成功地在她任期內於英國舉辦。 |
| 格羅根‧史登普（Grogan Stump）         | 1811年－1819年 | 非常受歡迎的魔法部長，熱情的（特茲丘龍捲風隊）魁地奇球迷。創立魔法遊戲與運動部門，並且成功立法管制那些長期造成紛爭的魔法生物。 |
| 法里斯‧史帕芬（Faris Spavin）         | 1865年－1903年 | 史上任期最長的魔法部長，也是最囉嗦的。人馬因為史帕芬惡名昭彰的「一個人馬、一個幽靈和一個矮人走進酒吧」的笑話發起「刺殺行動」，但他生還了下來。他喬裝成一位海軍上將參加維多利亞女王的葬禮，也正是此時巫審加碼溫和地建議他，是時候該走人了（史帕芬卸任時 147 歲）。 |
| 亞契爾‧艾弗蒙（Archer Evermonde）     | 1913年－1921年 | 在麻瓜的第一次世界大戰爆發後，艾弗蒙通過一項緊急法案，禁止巫師與女巫們涉入戰爭，以免他們過度侵犯國際保密規章。但仍有數千人無視這個法案，在他們能的時候暗中幫助麻瓜。                                                                                              |
| 諾比·李奇（Nobby Leach）              | 1962年－1968年 | 第一個麻瓜出身的魔法部長，他的上任在老屁股（純種）之間引起一片譁然，許多人辭去在政府裡的職位以示抗議。他總是否認英格蘭在 1966 年贏得魁地奇冠軍與他有關，最後因為染上離奇的病（及各種陰謀論）而卸任。                                                              |
| 米利森‧巴格諾（Millicent Bagnold）    | 1980年－1990年 | 非常能幹的部長。她必須向國際巫師聯盟解釋，為什麼在哈利波特躲過佛地魔王攻擊的那晚，會出現這麼多破壞國際保密規章的事情；她總是用這句現在變得很有名的話來幫自己脫罪：「我必須維護我們不可剝奪的慶祝權利」，此話一出立刻贏得滿場喝采。                                |
| 康尼留斯·夫子                         | 1990年－1996年 | 過於討好老屁股的政客。長期否認佛地魔王威脅的存在最終導致他丟掉了工作。 |
| 盧夫·昆爵                             | 1996年－1997年 | 第三位掌權的前正氣師，昆爵在任期內死於佛地魔手中。 |
| 派厄思·希克尼                         | 1997年－1998年 | 大多數官方紀錄沒有記載，因為他在任期間都受到佛地魔蠻橫咒的控制，完全不知道自己在做什麼。 |
| 金利·俠鉤帽（Kingsley Shacklebolt）   | 1998年－2019年 | 在佛地魔王死後持續監督執行捕捉食死人與佛地魔黨羽的任務。起初他只是「代理部長」，俠鉤帽接著便獲選正式就任。 |
| 妙麗·格蘭傑（Hermione Granger）       | 2019年－現今   | 在《哈利波特：被詛咒的孩子》中，妙麗接任金利·俠鉤帽成為魔法部長。 |

## 迴響
關於羅琳對魔法部官僚化的描繪，以及魔法部於小說後期中採取的壓迫措施（如強制到霍格華茲和到魔法部的「麻瓜出生登記」），有人問及作者羅琳是否跟納粹主義有相似之處。她回答指「這並不完全是這樣。我想你甚至在魔法部被接管之前就可以看到，這跟我們都知道和喜愛的政權有相似之處。」《人民世界》的珍妮花·巴尼特（Jennifer Barnett）表示，讀者被捲入「巫師世界的政治中──像蟾蜍一樣的魔法部代表的『教育法令』，佛地魔最後崛起的『戰犯』般的高層關係，對『麻種』與『混血』的偏見，並暗示了『跟我們生活的世界、夫子的政府與布殊政府之間的異同的聯繫』。」《Slate》的朱莉亞·特納（Julia Turner）還將羅琳對魔法部的描述解釋為對布殊和貝理雅政府的批評，暗示該部門的保安小冊子回顧了恐怖主義信息和預防系統。田納西大學的法學教授本傑明·巴頓（Benjamin Barton）在他發表於《密歇根法律評論》上的論文──《哈利波特與半瘋的官僚主義（Harry Potter and the Half-Crazed Bureaucracy）》，他在論文中記錄了他認為《哈利波特》中自由意志主義的一些方面，他指出「羅琳對政府的嚴厲描繪是出人意料地尖銳而有效」。這部分是因為她的評論工作於很多層面上都起作用：政府的職能、政府的架構和執掌的官僚。這三個元素共同描繪了一個自私自利的官僚管理的魔法部，他們一心想要增加和保護自己的權力，這往往會損害廣大巫師公眾的利益。換句話說，羅琳創造了一個公益學者的夢想──或是噩夢──政府。」

## 電影

### 美術
哈利波特系列電影的美術指導斯圖爾特·克雷格從倫敦地鐵的構造獲得靈感，替電影中的魔法部設計牆壁和地面。掛於牆壁上的魔法部部長夫子巨型畫像是沿用20世紀30年代前蘇聯風格繪製的；至於「魔法即是力量」塑像（食死人控制魔法部後所立）的造型則是由概念畫家亞當·布洛克班克從前蘇聯時期的一座紀念碑獲得靈感從而設計的。。

### 流行文化
最具影響力之一的巫師搖滾樂隊以此系列中的政府結構命名為「魔法部」。該樂隊進行了多次表演，當中最著名的一次於弗羅克斯托克舉行。

## 外部連結
- 英國魔法部 （页面存档备份，存于）在哈利波特中文維基上的條目
- Mugglenet page on The Ministry of Magic（英文）